# Orthogmus oculatus
Orthogmus oculatus är en mångfotingart som beskrevs av Loomis och Schmitt 1971. Orthogmus oculatus ingår i släktet Orthogmus och familjen Conotylidae. Inga underarter finns listade i Catalogue of Life.